# The Heptones
The Heptones var en vokaltrio från Jamaica som bildades 1965 i Kingston. Gruppen bestod ursprungligen av Leroy Sibbles, Earl Morgan och Barry Llewellyn och hette då The Hep Ones. De spelade till en början ska och rocksteady för att under 1970-talet gradvis övergå till roots reggae.
De fick skivkontrakt på Coxsone Dodds skivbolag Studio One och ett genombrott i Jamaica 1966 med singeln "Fattie Fattie", och de albumdebuterade senare med On Top. De fick fler hitlåtar i hemlandet så som "Pretty Looks Isn't All" (1969) och "Book of Rules" (1973). 1977 spelade de in albumet Party Time med Lee "Scratch" Perry som producent. Skivan blev gruppens största framgång internationellt sett. Leroy Sibbles lämnade gruppen 1978 och inledde en solokarriär. Han ersattes av Dolphin "Naggo" Morris och gruppen fortsatte trots minskande popularitet spela in musik under 1980-talet. Sibbles var tillbaka 1995, och originalupplagan spelade då in albumet Pressure!.
Barry Llewellyn avled 2011 på sjukhus i Jamaica.

## Diskografi
Album
- The Heptones (1967)
- On Top (1968)
- Black is Black (1970)
- Freedom Line (1971)
- Book of Rules (1973)
- Cool Rasta (1976)
- Night Food (1976)
- Party Time (1977)
- Better Days (1978)
- Good Life (1979)
- King Of My Town (1979)
- Mr. Skabeana (med Alton Ellis) (1980)
- One Step Ahead (1981)
- On The Run (1982)
- Back on Top (1983)
- In A Dancehall Style (1983)
- Swing Low (1985)
- Changing Times (1986)
- A Place Called Love (1987)
- Sing Good Vibes (1988)
- Mr. "T" (1991)
- Observer's Style (1994)
- Pressure! (1995)
- Rebel Love (2016)